# Болин, Уэсли
Уэсли Болин (англ. Wesley Bolin; 1 июля 1909, около Батлера, Миссури — 4 марта 1978, Финикс) — американский политик, 15-й губернатор Аризоны.

## Биография
Уэсли Болин родился 1 июля 1909 года на ферме около Батлера, штат Миссури. Когда ему было семь лет, его семья переехала в Финикс, где он окончил среднюю школу и колледж. До избрания констеблем в 1938 году, Болин работал в нескольких торговых фирмах.
С 1943 до 1948 год Болин был мировым судьёй. В 1948 году он был избран секретарём Аризоны и занимал эту должность 28 лет (13 терминов подряд). Он также один термин занимал пост президента Национальной ассоциации секретарей штатов и был членом исполнительного комитета ассоциации в 1953—1977 годах.
В октябре 1977 года Болин стал губернатором Аризоны, когда президент Джимми Картер назначил Рауля Эктора Кастро послом в Аргентине. За заслуги в охране законов коллегия адвокатов Аризоны представила губернатора Болина к премии «Колокол Свободы».
Болин умер, находясь в должности губернатора, в возрасте 68 лет в 1978 году. В его честь была названа площадь напротив Капитолия в Финиксе.